# Rolf Reißig (Politikwissenschaftler)

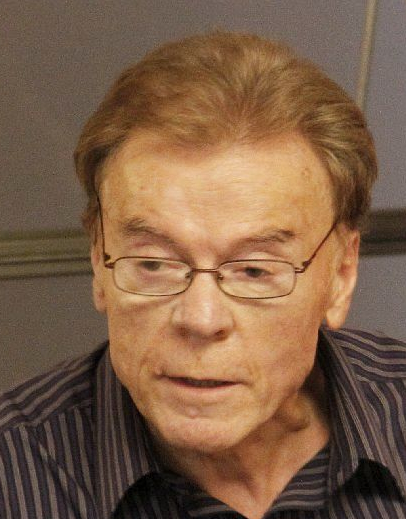
Rolf Reißig (Berlin 2012)

Rolf Reißig (* 28. September 1940 in Gelenau/Erzgeb.) ist ein deutscher Sozialwissenschaftler. Vom November 1989 bis Februar 1990 war er von den Mitarbeitern gewählter Leiter der Akademie für Gesellschaftswissenschaften, die im Oktober 1990 aufgelöst wurde.

## Leben
Reißig machte 1956 einen Abschluss als Werkzeugschlosser und begann im selben Jahr den Besuch einer Abendoberschule zum Erwerb der Reifeprüfung 1958. Im selben Jahr begann er ein Studium der Philosophie und Geschichte an der Karl-Marx-Universität Leipzig. Bis 1964 arbeitete er als Assistent an der Martin-Luther-Universität Halle-Wittenberg, ab 1967 war er am Franz-Mehring-Institut der Karl-Marx-Universität Leipzig tätig. Dort promovierte er 1968 und arbeitete ab 1970 als Dozent an der Sektion Philosophie/Wissenschaftlicher Sozialismus.
Nach einem 1976 gegen ihn eingeleiteten Parteiverfahren wechselte Reißig 1978 an die Akademie für Gesellschaftswissenschaften beim ZK der SED in Berlin, wo er sich 1980 mit einer Arbeit über Arbeiterbewegungen in den westlichen Gesellschaften habilitierte und 1981 eine ordentliche Professur erhielt. Sein Arbeitsschwerpunkt war die Friedensforschung, was ihm auch Konflikte mit dem Chefideologen der SED, Kurt Hager einbrachte.
Reißig war um die Zusammenarbeit mit der SPD bemüht und auf der Seite der DDR maßgeblich an der Erarbeitung des Positionspapiers Der Streit der Ideologien und die gemeinsame Sicherheit 1987 beteiligt. Im selben Jahr bemühte sich Reißig um eine Umprofilierung seines Instituts an der Akademie für Gesellschaftswissenschaften zu einem politikwissenschaftlichen Institut und um die Bildung einer deutsch-deutschen Arbeitsgruppe zu Fragen des Systemvergleichs, was ihm von Seiten des Politbüros heftige Kritik einbrachte. Nach dem Rücktritt Otto Reinholds war Reißig von November 1989 bis Januar 1990 von der Belegschaft gewählter Leiter der Akademie für Gesellschaftswissenschaften während der friedlichen Revolution in der DDR.
Ab März 1990 war Reißig Leiter des von ihm mitgegründeten privaten, gemeinnützigen Brandenburg-Berliner Instituts für Sozialwissenschaftliche Studien. Zur selben Zeit erhielt er eine Umberufung zum Professor für Politikwissenschaft. 1989/90 war er Mitgründer der Gesellschaft für Politikwissenschaft in der DDR, die 1990 wieder aufgelöst wurde. Er war an der Gründung des Forum Ostdeutschland der Sozialdemokratie im Jahr 1996 beteiligt. Reißig ist Mitglied im Willy-Brandt-Kreis.

## Publikationen
- Arbeiterbewegung und demokratische Alternative. Berlin 1986.
- Das Ende eines Experiments. Berlin 1991.
- Rückweg in die Zukunft. Frankfurt (M.) und New York 1993 (Hrsg.).
- Die gespaltene Vereinigungsgesellschaft. Berlin 2000.
- Dialog durch die Mauer. Die umstrittene Annäherung von SPD und SED. Frankfurt (M.) 2002.
- Mitregieren in Berlin: Die PDS auf dem Prüfstand. Berlin 2005.
- Gesellschafts-Transformation im 21. Jahrhundert. Wiesbaden 2009.
- Brie, Michael/Reißig, Rolf/Thomas, Michael (Hrsg.): Transformation. Suchprozesse in Zeiten des Umbruchs, LIT Verlag 2016, Münster, Berlin, Wien, London.
- Die Umbruch-Gesellschaft, Supplement der Zeitschrift Sozialismus 5/2024, Hamburg, VSA: Verlag, ISBN 978-3-96488-222-6

## Einzelnachweis
1. ↑  Termin der Auflösung bei Lothar Mertens: Rote Denkfabrik? Die Akademie für Gesellschaftswissenschaften beim ZK der SED. (= Studien zur DDR-Gesellschaft, Bd. 10), Lit, Münster 2004, ISBN 3-8258-8034-6, S. 111.

| Personendaten    | Personendaten                                                                                        |
| ---------------- | --- |
| NAME             | Reißig, Rolf                                                                                         |
| KURZBESCHREIBUNG | deutscher Sozialwissenschaftler, Rektor der Akademie für Gesellschaftswissenschaften beim ZK der SED |
| GEBURTSDATUM     | 28. September 1940                                                                                   |
| GEBURTSORT       | Gelenau/Erzgeb.                                                                                      |